# Mitsubishi Heavy Industries w Jokohamie
Mitsubishi Heavy Industries Yokohama Dockyard & Machinery Works (jap. 三菱重工業横浜製作所, pol. dosł. Zakłady Mitsubishi Heavy Industries w Jokohamie) – główny zakład stoczniowy Mitsubishi Heavy Industries, zlokalizowany w dzielnicy Naka, w Jokohamie. W 1982 roku zakład został przeniesiony w miejsce dawnego zakładu Honmoku, zgodnie z projektem przebudowy nabrzeża Minato Mirai 21 w Jokohamie.
Poprzednikiem Mitsubishi Heavy Industries Yokohama Dockyard & Machinery Works był Yokohama Senkyo, założony w 1891 roku, który znajduje się na obszarze Minato Mirai 21.